# Sosniwka (rejon olewski)
Sosniwka (ukr. Соснівка) – wieś na Ukrainie, w obwodzie żytomierskim, w rejonie olewskim. W 2001 roku liczyła 374 mieszkańców.